# Салоу
Салоу (на испански: Salou) е испански град от 26 650 жители в Коста Дорада, Тарагона, Каталуния, Испания, на 10 km от Тарагона и 9 от град Реус, а също така и в близост до градовете Камбрилс, Виласека и Пинеда. Населението му е 26 233 души (по данни към 1 януари 2017 г.). Той се счита и за столица на Коста Дорада, която е най-важната туристическа дестинация. Основан от гърците през VI век пр. Хр., градът е важно търговско пристанище през Средновековието и Новото време.
През целия XX век Салоу е основен туристически център, което продължава и през XXI век. Близо до града е увеселителния парк Порт Авентура.

## Плажове
Салоу има четири плажа и многобройни заливи.

## Плажът Леванте
Главният плаж на Салоу се състои от 1200 m и фин пясък. Разполага с душове, тоалетни и голяма озеленена алея, със спортни съоръжения и детска площадка, паркинг и централна автогара. На север се намира фонтанът Луминоса, създаден от Карлес Бургас, а на юг – яхтеното пристанище.

## Плажът Пониенте
Плажът е с 1000 m дължина и фин пясък, на изток граничи с яхтеното пристанище, а на запад с Камбрилс.

## Плажът Капеянес
Плажът е дълъг 200 m. Ограничен в краищата си от скали, върху които се намират множество жилищни сгради и един малък парк.

## Плажът Ларга
Плажът е с дължина 50 m. Заобиколен от гора и оформен алея със средиземноморски растения и изобилие от цветя, открити през 2005 година. През летните месеци най-често е посещаван от групи от английски произход. Разполага също и с душове и тоалетни.

## Заливът Ленгуадетес
Малък залив между заливът Капеяна и плажът Ларга.